# Позитивне мислення

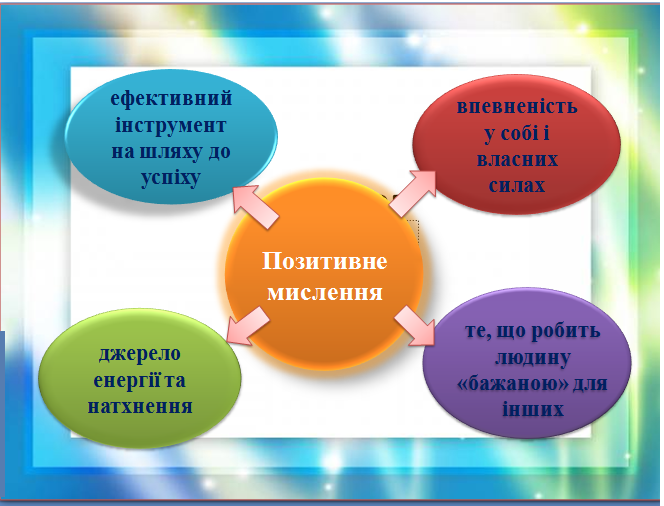
Схема позитивного мислення

Позитивне мислення — тип мислення, за якого людина здатна бачити вирішення життєвих завдань. У такому типі мислення переважають зосередження особистості: на чеснотах, а не на вадах; на успіху, життєвих уроках, а не на помилках і неталану; на можливостях, а не на перешкодах.

## Тлумачення
Позитивне мислення це сила, яка відіграє важливу роль у формуванні життя. Сенс такого мислення полягає у психологічному прийомі, за якого у свідомості формуються думки, слова та образи, що сприяють внутрішньому розвитку й успіху. Слово «позитивний» означає стверджувальний, вигідний, надійний, суттєвий, активний, цілком упевнений у собі. Усвідомлювати силу думки та використовувати цю силу, щоб упевнено досягати своєї мети — це і є позитивне мислення. Таким чином, воно означає мислити у правильному напрямі та дотримуватися його свідомо, наполегливо, аж до самого успіху. 
"Позитивне мислення — це не просто почуття, яке виникає тоді, коли в житті відбувається щось хороше, — в такі моменти легко відчувати себе оптимістом. Воно пов’язане зі здатністю підтримувати в собі надію і зацікавленість, що б не сталося": - Сью Хедфілд, британська письменниця, консультантка з особистого зростання.

## Дослідження питання

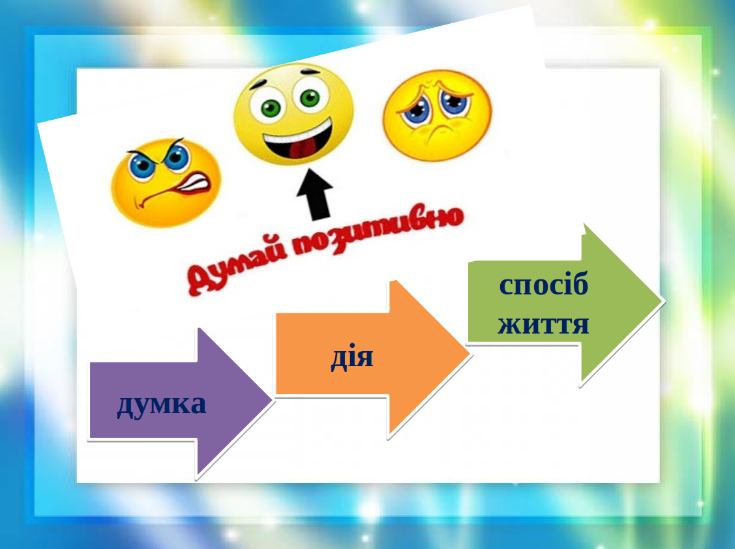
Думай позитивно

Наукові дослідження свідчать, що самопочуття людини багато у чому залежить від її мислення, а думки здатні матеріалізуватися. Небажані, нав'язливі думки можуть довести людину до стану тривоги або депресії. Вони змушують концентрувати увагу на негативних подіях, часто представляючи їх гірше, ніж є насправді. Зациклюючись на таких думках, людина втрачає рівновагу, прискіпується до себе та свого оточення. Подібне мислення відбирає можливість відчувати себе щасливим.
Л. М. Киричук зазначає:
|  | Теоретики позитивного мислення, вивчаючи способи самореалізації індивіда, ефективного спілкування, шляхи подолання стресових ситуацій та досягнення бажаної мети, акцентують увагу на можливості розвитку оптимістичного світогляду, схвального погляду на себе та своє оточення, вміння знаходити в будь-якій ситуації сприятливі моменти, зосереджувати на них увагу, поміщаючи їх в основу когнітивної моделі сприйняття ситуації. |

Вчені-теоретики, які досліджували позитивне мислення:
- В. Ф. Калошин досліджував проблему розвитку позитивного мислення у дітей та підлітків. На його думку, саме оптимізм і позитивне мислення є основою майбутнього щасливого та успішного життя кожної людини, а також невід'ємною умовою психічного та духовного здоров'я особистості.[3]

|  | Людина з позитивним мисленням досить добре підготовлена до життєвих випробувань, звичайно, впевнено дивиться у майбутнє. Вона об'єктивно оцінює себе і свої можливості і, якщо помічає в собі відсутність якихось талантів, то не дуже засмучується, а просто переключається на ті сфери діяльності, в яких здібності її можуть розкритися краще. Це – оптиміст, який завжди досягає поставленої мети. |

- Робота Аліс Ілсен та її колеги доводять, що позитивне мислення робить людей більш креативними і знижує імовірність перебування у поганому настрої.[4]

- Антон Семенович Макаренко (український радянський педагог і письменник) переймався проблемою розвитку у дітей та підлітків позитивного мислення.[4]

|  | Бачити гарне в людині завжди важко... Гарне в людині приходиться проектувати, і вихователь зобов'язаний це робити. Він зобов'язаний підходити до людини з оптимістичною гіпотезою, нехай навіть і з деяким ризиком помилитися. |

- Роберт Розенталь — професор соціальної психології Гарвардського університету. На його думку, вихователь повинен іти до дітей з позитивною установкою (ефект Пігмаліона), тоді й проектувати гарне в дітях буде легше.[4]

## Переваги позитивного мислення

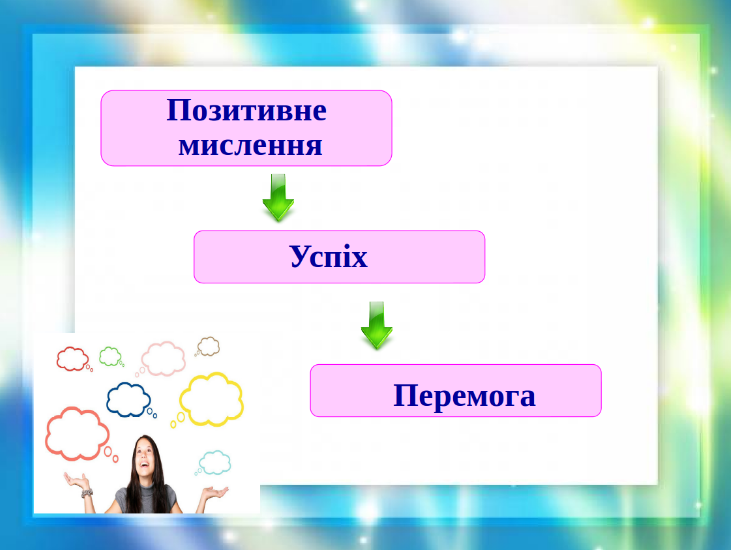
Шлях до перемоги

Користь позитивного мислення в тому, що воно дозволяє вийти за рамки загальноприйнятих шаблонів і направити потік думок на творення. Яскраві емоції, враження, які не видно під впливом негативу, відкривають свідомість і дозволяють побачити ситуацію з іншої точки зору. Науковці визначають такі переваги позитивного мислення:
- Позитивне мислення є ефективним інструментом на шляху до успіху. Мрії можна перетворити на цілі. А позитивне мислення допомагає досягати цілей, усуваючи бар'єри в нашій свідомості.
- Додає впевненості в собі і своїх силах; допомагає повірити у свої можливості, а отже — реалізувати їх.
- Допомагає впоратися з невдачею. Оптимістичний настрій допоможе уникнути депресії, сприймаючи невдачі, як тимчасовий чинник і важливий життєвий урок.
- Є джерелом енергії та натхнення. Адже тоді у свідомості народжується маса ідей і планів, людина відчуває себе здатною на нові звершення і сміливо йде по життю.
- Робить людину «бажаною» для інших. Більшість вважають, що щира посмішка і гарний настрій добре впливають на інших людей. Такі люди більш привабливі для протилежної статі, мають більше друзів, успішніші в роботі, ніж песимісти, які відбирають життєву енергію[5].
- Подовжує життя. Згідно результатів спостереження в кліниці Майо, оптимізм значно зменшує ризик передчасної смерті (до 50 %).
- Зменшує наслідки стресу.
- Покращує нічний сон, через зменшення тривожності й дратівливості.
- Підвищує імунну реакцію організму, здатність опиратись захворюванням.
- Робить життя більш змістовним і наповненим радощами від сприйняття позитиву маленьких малопомітних повсякденних моментів.

За допомогою вольових зусиль  та способу мислення особистість здатна впливати як на власну свідомість, так і на свідомість людей, що її оточують. Якщо особа може локалізувати у власній свідомості контроль над  сприйняттям світу, то вона здатна змінювати це сприйняття, принаймні у власній свідомості.  
Тип змін залежить від типу мислення: якщо воно позитивне, то й зміни будуть позитивними. Хороша  думка викликає позитивні емоції, які, в свою чергу, стають запорукою щасливого життя.
Якщо ви розвиватимете компетенцію позитивного мислення, то:
- ваша робота стане місцем, де ви реалізуєте себе із задоволенням і максимальною віддачею;
- ваші клієнти і колеги будуть раді завжди співпрацювати з вами;
- ви будете по-справжньому успішними;
- ви будете вірити у власні сили;
- ви будете отримувати енергію, а не втрачати її;
- ви будете стійкими до стресових ситуацій;
- ви будете незалежні від зовнішніх обставин;
- ви насолоджуватиметесь спілкуванням з вашими друзями та близькими;
- ви відчуєте себе сильнішими як фізично, так і психічно;
- у вас зміниться якість життя.

Позитивно мислити — не означає, що потрібно надягнути «рожеві окуляри» і дивитися через них на світ, у якому все прекрасне. Заборона на негативне мислення може призвести до того, що ми будемо ігнорувати тривожні сигнали з навколишнього світу. Свідомо забороняючи собі відчувати негативні відчуття, ви просто перестанете розуміти справжні емоції в різних ситуаціях. Такий підхід заважає адекватно оцінювати реальність і свідомо приймати рішення.

## Практики
Найбільш популярними практиками входження до філософії життя в позитивному мисленні є:
- афірмації та самогіпноз;
- медитація та практики усвідомленості;
- збільшення позитивних емоцій, через посмішки, сміх, приємне спілкування, веселощі;
- фокусування уваги на позитивних моментах життя;
- регулярне ведення щоденника, що дозволяє аналізувати власне життя та коригувати ставлення до нього.